# Georges Chihane
Georges Chichane (ur. 31 maja 1953 w Harat Sachr) – libański duchowny maronicki, od 2012 biskup Kairu.

## Życiorys
Święcenia kapłańskie przyjął 12 sierpnia 1979 i został inkardynowany do eparchii Dżuniji. Przez wiele lat pracował jako duszpasterz parafialny. Od 1999 przebywał w Jordanii i pełnił funkcję proboszcza jednej ze stołecznych parafii. Odpowiadał także za działalność neokatechumenatu w tym kraju.
16 czerwca 2012 papież Benedykt XVI zatwierdził jego wybór na eparchę Kairu. Sakry udzielił mu Béchara Boutros Raï.